# Чемурний (струмок)
Чемурний — струмок в Україні, у Верховинському районі Івано-Франківської області, лівий доплив Чорного Черемоша (басейн Дунаю).

## Опис
Довжина струмка приблизно 4 км. Формується з багатьох безіменних струмків.

## Розташування
Бере початок на сході від гори Пуруль. Тече переважно на північний схід і на південному заході від села Голошина впадає у річку Чорний Черемош, ліву притоку Черемоша.